# Montbouton
Montbouton település Franciaországban, Territoire de Belfort megyében. Lakosainak száma 425 fő (2022. január 1.). Montbouton Beaucourt, Dasle, Vandoncourt, Croix és Saint-Dizier-l’Évêque községekkel határos.

## Népesség
A település népességének változása:
| Lakosok száma | 402  | 403  | 416  | 405  | 404  | 404  | 403  | 414  | 425  |
|               | 2013 | 2015 | 2016 | 2017 | 2018 | 2019 | 2020 | 2021 | 2022 |